# Paphiopedilum druryi
Paphiopedilum druryi es una especie de la familia de las orquídeas.

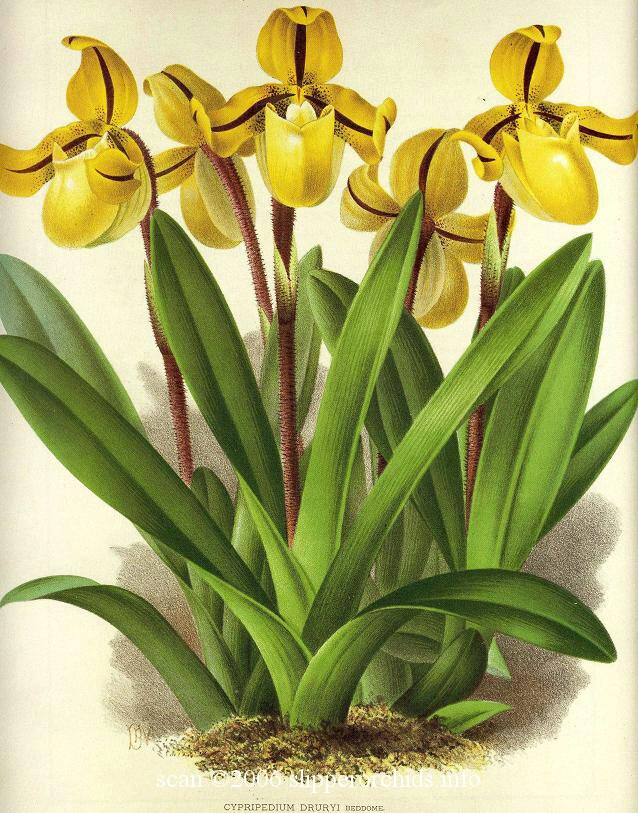
L'Illustration horticole
265 vol.24 (1877)

## Descripción
Es una orquídea de tamaño mediano, de hábito terrestre que prefiere el clima cálido con 5 a 7 hojas, oblongo-liguladas, suberectas y coriáceas con el ápice redondeado, de color verde claro. Está probablemente extinta en estado silvestre pero presente en el cultivo. Florece con una sola flor en una inflorescencia terminal erecta de 30 cm de largo, pubescente, púrpura, cilíndrica, que está rodeada por una vaina de color verde pálido y brácteas verdes. Se produce a finales de primavera y verano.

## Distribución
Se encuentra en el sur de India, a elevaciones de 1000 a 2000 metros y está probablemente extinta en estado silvestre en el que se encuentra en las praderas abiertas expuestas en grietas de rocas.

## Taxonomía
Paphiopedilum druryi fue descrita por (Bedd.) Stein y publicado en Botanische Jahrbücher für Systematik, Pflanzengeschichte und Pflanzengeographie 19: 41. 1895.
Etimología
El nombre del género viene de « Cypris», Venus, y de "pedilon" = "zapato" ó "zapatilla" en referencia a su labelo inflado en forma de zapatilla.
druryi; epíteto otorgado en honor de Drury, un oficial inglés en la India de los años 1800.
Sinonimia
- Cordula drurii [Bedd.] Rolfe 1912;
- Cypripedium druryi Bedd. 1874[3][4][1]